# Wielki Żleb Rakuski

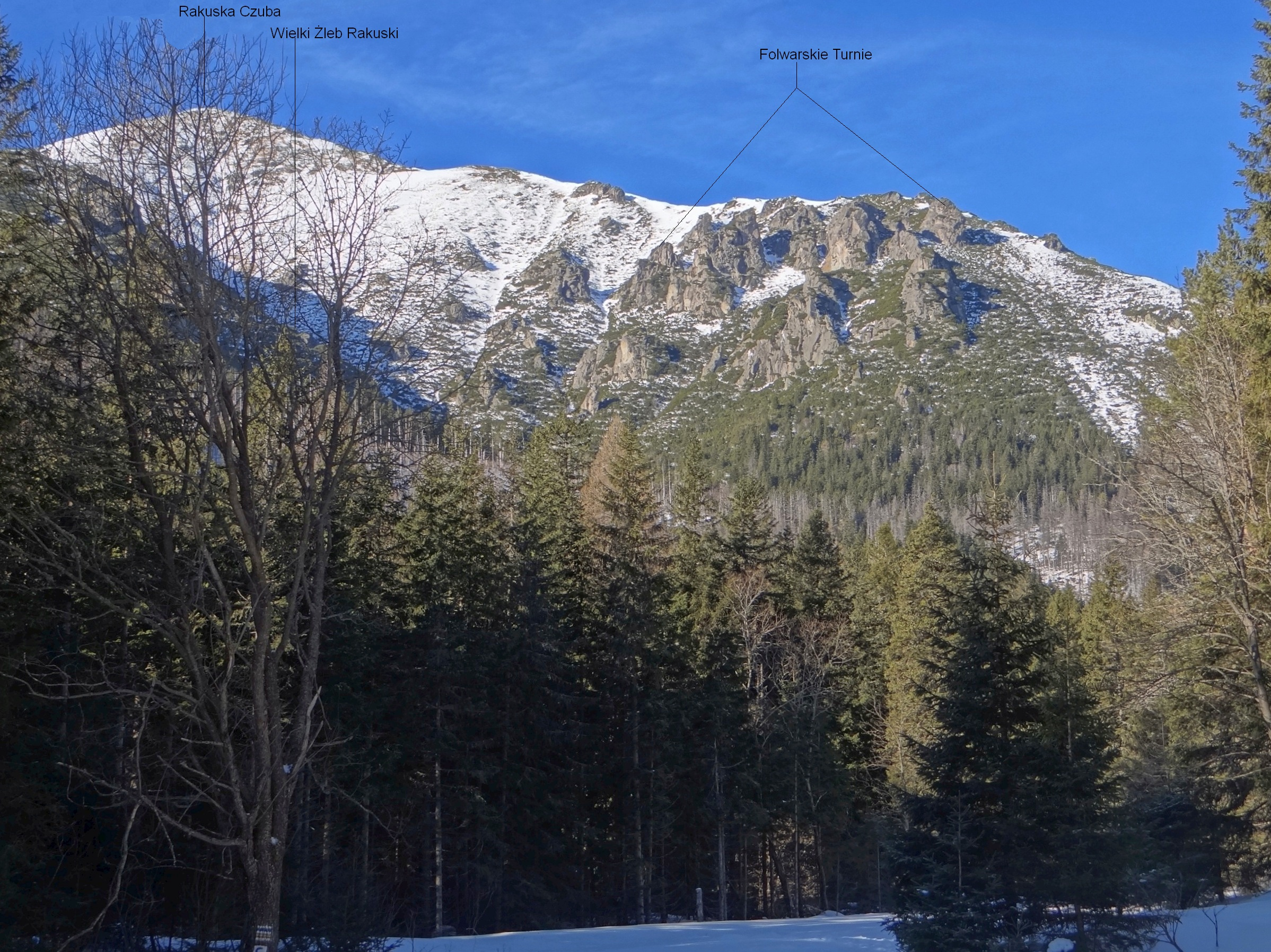
Widok na Folwarską Grań od wschodu

Wielki Rakuski Żleb – żleb w Tatrach Słowackich opadający spod Rakuskiej Czuby (Veľká Svišťovka) w kierunku wschodnim do Doliny Kieżmarskiej (Dolina Kežmarskej Bielej vody). Jest jej prawym odgałęzieniem. Orograficznie lewe zbocza żlebu tworzy Folwarska Grań (Folvarský hrebeň) z Folwarskimi Turniami (Folvarské Turne), lewe Rakuska Grań. Rejon żlebu budują skały krystaliczne. Żleb jest suchy, w górnej części skalisto-trawiasty, niżej porośnięty lasem.